# Cesare Salvadori
Cesare Salvadori (* 22. September 1941 in Turin; † 8. August 2021 ebenda) war ein italienischer Säbelfechter.

## Erfolge
Cesare Salvadori wurde 1965 in Paris mit der Mannschaft Vizeweltmeister. 1971 in Wien und 1973 in Göteborg gewann er mit ihr zudem Bronze. Dreimal nahm er an Olympischen Spielen teil: bei den Olympischen Spielen 1964 zog er mit der Mannschaft ungeschlagen ins Gefecht um die Goldmedaille ein, in der sie der sowjetischen Equipe mit 6:9 unterlegen war. Mit Giampaolo Calanchini, Wladimiro Calarese, Pierluigi Chicca und Mario Ravagnan gewann er Silber. Im Einzel wurde er Neunter. 1968 erreichte er in Mexiko-Stadt mit der italienischen Equipe erneut das Finale gegen die Sowjetunion, die sich mit 9:7 durchsetzte. Somit erhielt Salvadori gemeinsam mit Wladimiro Calarese, Pierluigi Chicca, Michele Maffei und Rolando Rigoli eine weitere Silbermedaille. In der Einzelkonkurrenz belegte er den 13. Platz. Vier Jahre später kam es zu einer weiteren Neuauflage des Finals gegen die Sowjetunion, bei der dieses Mal Italien mit 9:5 die Oberhand behielt. Neben Salvadori  wurden Mario Aldo Montano, Mario Tullio Montano, Michele Maffei und Rolando Rigoli Olympiasieger.